# Municipio Heres
Heres  es uno de los 11 municipios que integran el estado Bolívar; y a la vez, este contiene 9 parroquias de las 47 que conforman a este estado. Se extiende sobre una superficie de 5851 km² y tiene una población de 395 585 habitantes (23,4 % del Estado Bolívar) de los cuales 3636 son indígenas pertenecientes principalmente a los pueblos kariña y pemón (según censo 2011). El Municipio Heres tiene una diversidad de formaciones geológicas, siendo la capital Ciudad Bolívar, la que presenta una variedad de ecosistemas tales como: zona húmeda, zona rocosa, y grandes playas del Orinoco en épocas de verano, la altura máxima del municipio es de 54 m s. n. m. (metros sobre el nivel del mar) perteneciente a esta ciudad; en el sector este, existe una zona árida de vegetación xerófila, al oeste florecimientos de grandes rocas y unas mesetas de alturas medianas, al sur es la zona más húmeda del municipio, al norte el Río Orinoco, conformados por dos islas la de Panadero y Degredo y una gran formación rocosa llamada Piedra del Medio. Su capital es Ciudad Bolívar. Entre 23° y 37° está anualmente la temperatura del municipio Heres.

## Toponimia
El municipio que antes se llamaba Heres y ahora se conoce como Angostura del Orinoco, fue renombrado para resaltar su rica historia y su conexión con el Congreso de Angostura, un evento crucial en la historia de Venezuela y la Gran Colombia. Anteriormente, el municipio llevaba el nombre de Heres en honor al general Tomás de Heres, quien fue gobernador de la provincia de Guayana y tuvo una destacada participación en la independencia venezolana.

## Historia

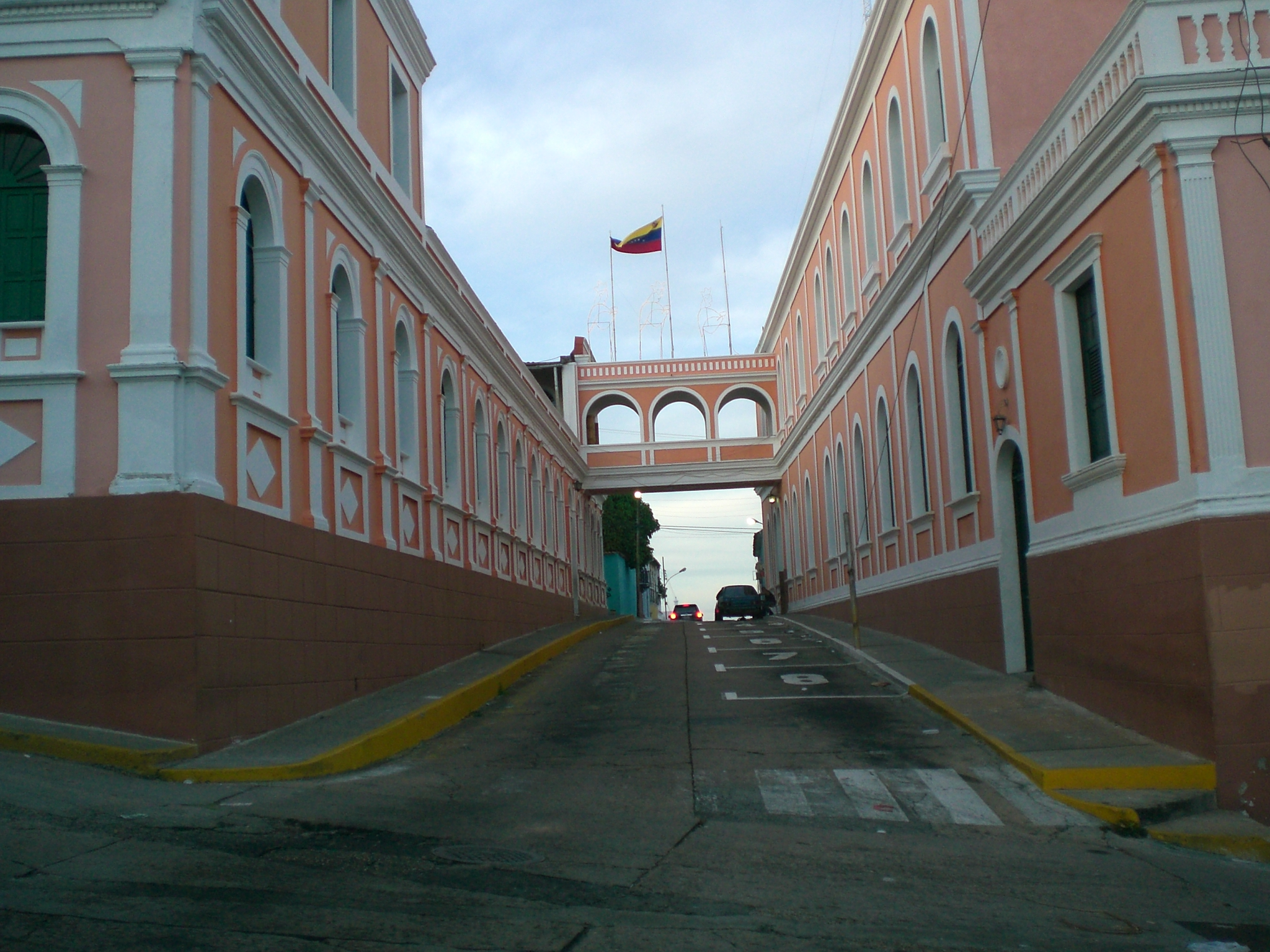
Sede de la Alcaldía del Municipio Heres.

Los orígenes de la capital del estado Bolívar, Ciudad Bolívar, se remontan inicialmente a mediados del siglo XVI cuando Diego de Ordaz en el año 1531, al realizar una expedición por el Orinoco y al pasar por Boca de Caroní fundó o intentó fundar una ciudad con el nombre de Santo Tomé, Ordaz muere y la historia de su ciudad muere con él. 
Tras varios intentos fallidos de establecer una ciudad en la región, el 21 de diciembre de 1595, el gobernador Antonio de Berrío fundó una nueva capital para la provincia de Guayana con el nombre de "Santo Tomás de Guayana", situada aguas abajo de las bocas del río Caroní. No obstante, debido a las constantes incursiones de corsarios europeos que asediaban y saqueaban la región en busca de riquezas, las autoridades coloniales decidieron trasladar la ciudad más al interior. 
Por orden del rey Carlos III de España, en el año 1762 se dispuso el traslado de la ciudad a la parte más angosta del río Orinoco, con el fin de facilitar su defensa natural. El traslado fue ejecutado por Joaquín Moreno de Mendoza en 1764, y el nuevo asentamiento recibió el nombre de "Nueva Guayana de la Angostura del Orinoco", en alusión a su ubicación geográfica. Con el tiempo, este nombre sería abreviado popularmente a "Angostura".
En 1819, la ciudad fue sede del histórico Congreso de Angostura, convocado por Simón Bolívar, en el cual se sentaron las bases de la organización política de la Gran Colombia. En el marco de este congreso, Bolívar pronunció uno de sus discursos más trascendentales. Ese mismo año, también comenzó a circular el Correo del Orinoco, uno de los primeros periódicos de Venezuela, fundado como órgano de difusión de la causa republicana.
Finalmente, en el año 1846, el Congreso de la República decretó el cambio de nombre de "Ciudad de Angostura" a Ciudad Bolívar, en homenaje al Libertador. En la actualidad, Ciudad Bolívar se mantiene como la capital histórica del estado Bolívar, sede de los poderes públicos regionales y centro de identidad histórica del oriente venezolano.
El actual alcalde del municipio es Sergio Hernández (PSUV) para el período 2013-2017.[actualizar]
El 89% de la población se asienta en el medio urbano y el 10,2% en zonas rurales, la densidad de población es de 58.5 habitantes / km²

## Geografía

### Límites
El municipio Heres limita con los siguientes estados y municipios a continuación:
- Al norte: con los municipios Francisco de Miranda e Independencia del Estado Anzoátegui por el río Orinoco.

- Al sur: limita con el Municipio Raúl Leoni, del estado Bolívar.

- Al este: limita con el Municipio Caroní, también del estado Bolívar.

- Al oeste: limita con el Municipio Sucre, también del mismo estado.

### Organización parroquial
El Municipio Heres cuenta con nueve parroquias:
| Parroquia         | Superficie | Población   | Densidad      | Tipo   |
| ----------------- | ---------- | ----------- | ------------- | ------ |
| Agua Salada       | 82 km²     | 79.847 hab. | 973 hab./km²  | Urbana |
| Catedral          | 21 km²     | 75.841 hab. | 2659 hab./km² | Urbana |
| José Antonio Páez | 1080 km²   | 32.166 hab. | 29 hab./km²   | Urbana |
| La Sabanita       | 18 km²     | 86.105 hab. | 4155 hab./km² | Urbana |
| Vista Hermosa     | 141 km²    | 76.668 hab. | 401 hab./km²  | Urbana |
| Marhuanta         | 157 km²    | 36.646 hab. | 233 hab./km²  | Urbana |
| Orinoco           | 1140 km²   | 2.657 hab.  | 1.45 hab./km² | Rural  |
| Panapana          | 1463 km²   | 3.341 hab.  | 1.60 hab./km² | Rural  |
| Zea               | 1749 km²   | 2.314 hab.  | 1.32 hab./km² | Rural  |

### Fauna
Existen diferentes variedades, entre los mamíferos se encuentran: el venado, el chigüire, la tonina, el manatí, la lapa, el damo, el cachicamo, araguato, el mono titi, entre otros. Entre los peces contamos con: el lau-lao, el morocoto, bocachico, la sapoara, el dorado, el rayado, el bagre amarillo y bagre gris de pecho blanco (o blanco pobre), la curbinata, la palometa, el pijotero, el bocón, la sardina, la payara, la guabina, el roncador, entre otros. La avi-fauna orinoquense es muy extensa, entre ella tenemos: el loro, el martín pescador, la paraulata, la turca, el cristofué, el turpial, el gavilán primito, el zamuro, el colibrí flamenco, el negro luis y otros más.

### Flora
Existen diferentes variedades de flora entre las cuales se destacan: merey, mango, jobo, ciruela, anón rebalsero, tamarindo, sarrapia, mora, poncigue, uvero, cartujo, mamón, guásimo, almendrón, cañafistolo, dividivi, pumalaca, etc.

### Hidrografía
La hidrografía municipal se basa en ríos pequeños dentro del municipio, pero, el Orinoco, es diferente, es enorme, y con el mismo, se delimita con el estado Anzoátegui.

## Infraestructura y Servicios
Teléfonos: 26.340 suscriptores - Electricidad: Cobertura 92 % 
Servicio de Agua Potable: 332.500 personas atendidas (97,2 % de cobertura) 
Salud: 3 complejos hospitalarios, 2 Geriátricos, 13 clínicas privadas, 25 ambulatorios urbanos, 12 ambulatorios rurales, 7 Centros de Diagnóstico Integral(CDI), 6 Salas de Rehabilitación Integral (SRI), 1 Centro de Alta Tecnología, 71 Consultorios Populares 
Educación: 329 planteles de educación primaria. (11 municipales) y diversificada, 6 escuelas técnicas, 11 Centros de Educación Superior 
Vivienda: 87.649 unidades habitacionales 
Red Vial: Autopista Cd. Bolívar-Cd. Guayana, Troncal 16 (Ciudad Bolívar- Ciudad Piar), Troncal 19 (Cd. Bolívar-Caicara). 
Puertos: Aeropuertos: 1 Terminales: 1. 
Alojamiento Turístico: 32 establecimientos (+ de 923 camas)

## Cultura
Ciudad Bolívar, capital del municipio Heres y del Estado Bolívar, es una de las ciudades venezolanas con mayor riqueza histórica. Sus calles, plazas y edificaciones conservan un notable legado colonial, enmarcado por el imponente paisaje del río Orinoco. 
Entre sus edificaciones históricas y espacios emblemáticos se encuentran la Catedral de Ciudad Bolívar, el Palacio Municipal, la Casa del Congreso de Angostura, la Casa del Correo del Orinoco, la Casa Museo San Isidro, el Fortín El Zamuro, la Plaza Bolívar, la Casa de Prisión del General Manuel Piar, la antigua Cárcel Vieja, la Casa de las Doce Ventanas y el Paseo Orinoco, con su mirador conocido como Mirador Angostura.
Asimismo, la ciudad alberga espacios museísticos de relevancia nacional, como el Museo de Geología y Minas y el Museo de Arte Contemporáneo Jesús Soto, dedicado a la obra del reconocido artista cinético nacido en esta región.

### Tradiciones y festividades
Ciudad Bolívar mantiene vivas diversas manifestaciones folklóricas, entre las cuales destaca la guasa, género musical y expresivo de raíz popular. También son relevantes la tradicional Pesca de la Sapoara y la festividad de Nuestra Señora de las Nieves, patrona de la ciudad.
Durante la Semana Santa, uno de los eventos culturales más significativos es la representación teatral de El Cristo del Orinoco, obra que congrega a actores locales y visitantes en un ambiente de fervor religioso y teatral.

### Gastronomía
La gastronomía local se fundamenta en productos del entorno fluvial y sabanero. Son típicos los platos a base de pescados de río, como el morocoto, el bocachico, la cachama y la codiciada sapoara. Entre los platos tradicionales destacan el palo a pique, el cruzao, la hallaca angostureña y diversas preparaciones con carne de morrocoy.
En el ámbito de la dulcería, sobresalen las recetas elaboradas con fruta de merey, como el tradicional turrón de merey, dulce emblemático de la identidad angostureña.

## Economía
Tradicionalmente, Ciudad Bolívar ha sido una región en la cual ha dominado la actividad primaria representada por la actividad agrícola y la ganadera en pequeña escala. 
Se cultiva el maíz cuya siembra recientemente la CVG ha estimulado al iniciar un programa de plantación de 16.000 hectáreas en el Estado Bolívar y en especial en el Municipio Heres; también se cultivan la yuca, el mango, ñame, patilla, productos característicos de esta zona. 
La actividad pecuaria está representada por la cría de ganado bovino y porcino. La pesca fluvial es otra actividad económica que se lleva a cabo en menor proporción. 
Hoy día, la actividad turística ha venido cobrando importancia económica, lo cual viene a reforzar el sector productivo de la zona, entre otros por impulsar actividades económicas como la elaboración y venta de artesanía y de dulces típicos. 

## Clima
En el municipio Heres las temperaturas mínimas mensuales se ubican entre 21,4 y 23,9 °C y las máximas entre 30,9 y 34,7 °C. La precipitación total anual está entre 1013 y 1361 mm. En el trimestre de junio a agosto cae la mayor cantidad de lluvia, el trimestre más seco va de enero a marzo. Estos altos montos pluviométricos favorecen la presencia de ríos de gran caudal como el Orinoco y otros de menor caudal como el Orocopiche, Marcela, La Candelaria, etc.

## Política y gobierno

### Alcaldes
| Período     | Alcalde electo         | Partido político / Alianza | % de votos | Notas |
| ----------- | ---------------------- | -------------------------- | ---------- | --- |
| 1989 - 1992 | Jorge Carvajal Morales |                            | 51,42      | Primer alcalde bajo elecciones directas |
| 1992 - 1995 | Leonel Jiménez Carupe  |                            | 47,66      | Segundo alcalde bajo elecciones directas |
| 1995 - 2000 | Héctor Barrios         |                            | -          | Tercer alcalde bajo elecciones directas (se realizaron elecciones generales adelantadas en el 2000 debido a la aprobación de la Constitución de 1999) |
| 2000 - 2004 | Lenin Figueroa         |                            | 57,93      | Cuarto alcalde bajo elecciones directas |
| 2004 - 2008 | Lenin Figueroa         |                            | 35,45      | Reelecto |
| 2008 - 2013 | Víctor Fuenmayor       |                            | 46,38      | Quinto alcalde bajo elecciones directas (se postergan 1 año las elecciones municipales pautadas para finales del 2012)                                |
| 2013 - 2017 | Sergio Hernández       |                            | 47,25      | Sexto alcalde bajo elecciones directas |
| 2017 - 2021 | Sergio Hernández       |                            | 63,16      | Reelecto |
| 2021 - 2025 | Sergio Hernández       |                            | 42,78      | Reelecto |
| 2025 - 2029 | Sergio Hernández       |                            | 87,19      | Reelecto |

### Concejo municipal
Período 1989 - 1992
| Concejales:           | Partido político / Alianza |
| --------------------- | -------------------------- |
| Nelly Frederick       | AD                         |
| Tomas Antonio León    | AD                         |
| Maria de Morantes     | AD                         |
| Nelson Fuenmayor      | AD                         |
| Flor de Melgar        | AD                         |
| Alfredo Alcila Solis  | LCR                        |
| Nicolas Franco        | LCR                        |
| Alfredo Inatty        | LCR                        |
| Paul Yon Buren        | COPEI                      |
| Guido Latorraca       | COPEI                      |
| Celestino Aponte Díaz | MAS                        |

Período 1992 - 1995
| Concejales:         | Partido político / Alianza |
| ------------------- | -------------------------- |
| Jacinta Túnez       | LCR                        |
| José Caballero      | LCR                        |
| Pedro Sanchez       | LCR                        |
| Luis León           | LCR                        |
| Jorge Inatty        | LCR                        |
| Migdalia Ramos      | LCR                        |
| Clara Campero       | LCR                        |
| Maria de Morantes   | AD                         |
| Edgar Sarabia       | AD                         |
| Alejandrina Anziani | AD                         |
| Miguel Zambrano     | COPEI                      |

Período 1995 - 2000
| Concejales:        | Partido político / Alianza |
| ------------------ | -------------------------- |
| Carlos Soublette   | AD                         |
| Edgar Sarabia      | AD                         |
| Natalio Rondon     | AD                         |
| Nelson Velásquez   | AD                         |
| Lourdes Maestracci | AD                         |
| Clara Campero      | LCR                        |
| Luis León          | LCR                        |
| Maria Manríque     | LCR                        |
| Alfredo Inaty      | LCR                        |
| Ali Rojas          | LCR                        |
| José Soto          | INDEPENDIENTE              |

Período 2000 - 2005
| Concejales | Partido político / Alianza |
| ---------- | -------------------------- |
| '          | MVR                        |
| '          | MVR                        |
| '          | MVR                        |
| '          | MVR                        |
| '          | MVR                        |
| '          | MVR                        |
| '          | MVR                        |
| '          | PPT                        |
| '          | AD                         |
| '          | INDEPENDIENTE              |
| '          | (Representación indígena)  |

Período 2005 - 2013
| Concejales         | Partido político / Alianza |
| ------------------ | -------------------------- |
| Lola Castillo      | MVR                        |
| Janet Luna         | MVR                        |
| Nicolas Figuera    | MVR                        |
| Gladys Barreto     | MVR                        |
| Leopoldo Nessi     | MVR                        |
| Eduardo Hidalgo    | PPT                        |
| Esperanza Guilarte | PPT                        |
| Maria Manrique     | PPT                        |
| Wilfredo Manrique  | PODEMOS                    |
| Richar Morant      | AD                         |
| Herman Chiraspo    | (Representación indígena)  |

Período 2013 - 2018
| Concejales       | Partido político / Alianza |
| ---------------- | -------------------------- |
| Armando Barreto  | PSUV                       |
| Luis Blanca      | PPT                        |
| Carlos Rodríguez | PSUV                       |
| Miguel Gutiérrez | PSUV                       |
| Alexis Delnogal  | PSUV                       |
| Rhoy Betancourt  | PSUV                       |
| Ronald Bastardo  | PSUV                       |
| Alcides Esteves  | MUD                        |
| Jorge Martínez   | MUD                        |
| Roniel Farías    | MUD                        |
| José Cascante    | (Representación indígena)  |

Período 2018 - 2021
| Concejales        | Partido político / Alianza |
| ----------------- | -------------------------- |
| Gilberto Montés   | PSUV                       |
| Oslenys González  | PSUV                       |
| Carlos Rodríguez  | PSUV                       |
| Dulce Guarnizo    | PSUV                       |
| Alexander Jiménez | PSUV                       |
| Adalyse Velásquez | PSUV                       |
| Angel Flores      | PSUV                       |
| Armando Barreto   | PSUV                       |
| Ingrid Perez      | PSUV                       |
| Stefan Gudiño     | PSUV                       |
| José Cascante     | (Representación indígena)  |

Período 2021 - 2025
| Concejales:       | Partido político / Alianza |
| ----------------- | -------------------------- |
| Karina Piamo      | PSUV                       |
| Desiree Garcia    | PSUV                       |
| Elvis Medina      | PSUV                       |
| Oslenys Gonzalez  | PSUV                       |
| Carlos Rodríguez  | PSUV                       |
| Katiuska Navarro  | PSUV                       |
| Stefan Gudiño     | PSUV                       |
| Ana Franco        | MUD                        |
| William Velasquez | MUD                        |
| Miguel Avila      | MUD                        |
| Teresita Gonzalez | (Representación indígena)  |

Período 2025 - 2029
| Concejales:        | Partido político / Alianza |
| ------------------ | -------------------------- |
| Ramon Dieguez      | PSUV                       |
| Ciromarc Cabello   | Fuerza Vecinal             |
| Luis Cadena        | PSUV                       |
| Isaura Alvarado    | Fuerza Vecinal             |
| Eduardo Cedeño     | PSUV                       |
| Darwin Ramirez     | PSUV                       |
| Keyla Yemiñani     | PSUV                       |
| Freddy Bellizzia   | PSUV                       |
| Douglas Repuesa    | PSUV                       |
| Maria González     | PSUV                       |
| Willians Gutiérrez | Fuerza Vecinal             |
| Manuel Martínez    | Fuerza Vecinal             |
| Norbelis Delgado   | Fuerza Vecinal             |
| Milagro Baca       | Fuerza Vecinal             |
| Ysamar Moreno      | Fuerza Vecinal             |
| Jean Prieto        | Fuerza Vecinal             |